# Hans Vorhauer
Hans Vorhauer (* 26. Mai 1894 in Pitești, Rumänien; † 8. November 1982 in Lübeck) war ein deutscher Politiker (SPD). Er war von 1955 bis 1960 Abgeordneter im Landtag von Niedersachsen.
Vorhauer wurde in Rumänien geboren, seine Eltern kehrten jedoch ein Jahr nach seiner Geburt nach Deutschland zurück. Dort besuchte er von 1900 bis 1905 in Gunsleben die Volksschule. Danach war er bis 1912 Alumnatsschüler des humanistischen Gymnasiums "Zum Kloster unserer Lieben Frauen" in Magdeburg. Nach dem Schulbesuch nahm Vorhauer ein Studium der Medizin an den Universitäten in Marburg und Halle auf, dass er im August 1914 unterbrach, um sich für den Ersten Weltkrieg zu melden. Im Oktober 1914 geriet er in russische Kriegsgefangenschaft, aus der er erst im Juli 1920 entlassen wurde. Er setzte sein Studium an der Universität Halle fort, dass er 1922 mit der Promotion zum Dr. med. beendete. Danach arbeitete er bis 1927 im Deutschen Kriegerkurhaus in Davos als Arzt. Danach war er als Lungenfacharzt in Hannover tätig. Er trat in die SPD ein und war von 1949 bis 1964 Ratsmitglied der Stadt Hannover. Im Jahr 1955 wurde er in den Niedersächsischen Landtag gewählt, dem er bis zu seiner Mandatsniederlegung am 19. Februar 1960 angehörte. Er war Abgeordneter der dritten und vierten Wahlperiode. In der vierten war er Vorsitzender des Ausschusses für Gesundheitswesen.